# San Gregorio d'Ippona
San Gregorio d'Ippona é uma comuna italiana da região da Calábria, província de Vibo Valentia, com cerca de 2.338 habitantes. Estende-se por uma área de 12 km², tendo uma densidade populacional de 195 hab/km². Faz fronteira com Francica, Jonadi, San Costantino Calabro, Vibo Valentia.

## Demografia
| Variação demográfica do município entre 1861 e 2011                               |
|                                                                                   |
| Fonte: Istituto Nazionale di Statistica (ISTAT) - Elaboração gráfica da Wikipedia |